# Poesi
Poesi és un terme grec que significa "creació" o "producció", derivat de ποιέω, “fer” o “crear”. Plató el defineix a El convit com una “causa que converteix qualsevol cosa que considerem de no-ser a ser”. S'entén per poesi tot procés creatiu.
És una forma de coneixement i també una forma lúdica: l'expressió no exclou el joc. D'aquesta paraula en deriva el terme “poesia”. Se sol utilitzar com un sufix, seria el cas de terme com ara la biologia hematopoesi i eritropoesi (la formació de cèl·lules sanguines i la formació de glòbuls vermells respectivament).